# The Hype
The Hype è un singolo del duo musicale statunitense Twenty One Pilots, pubblicato il 16 luglio 2019 come sesto estratto dal quinto album in studio Trench.

## Video musicale
Il videoclip del brano, diretto da Andrew Donoho è stato pubblicato il 26 luglio 2019. All'inizio del video viene inquadrato il cantante Tyler Joseph in mezzo a una strada di città deserta, che aprendo come uno sportello nel suo petto introduce a una scena dove lui stesso e il batterista Josh Dun suonano il brano nel soggiorno di una casa, per poi spostarsi alla camera a fianco e successivamente sul tetto, con Joseph che cambia fisicamente posizione mentre Dun è sempre già presente in ognuno dei detti luoghi con la sua batteria, ma con abiti differenti. Dopo il secondo ritornello, il tetto della casa comincia a cadere a pezzi e Joseph ricade nel soggiorno, dove continua a cantare mentre la casa si rimette a posto da sola. Verso la fine del video la scena sulla casa si conclude con Joseph richiude il suo petto, e viene raggiunto da Dun che gli porge una bibita. Nel video fa un cameo il personaggio Ned, introdotto nel video ufficiale del precedente singolo Chlorine.

## Tracce
Testi e musiche di Tyler Joseph.
Download digitale – Alt Mix
1. The Hype (Alt Mix) – 3:22

Download digitale – Løcatiøn Sessiøns
1. The Hype (Berlin) – 4:10

## Formazione
- Tyler Joseph – voce, chitarra, basso, ukulele, tastiera, organo, programmazione
- Josh Dun – batteria, percussioni, cori

## Classifiche

### Classifiche settimanali
| Classifica (2019)                | Posizione massima |
| -------------------------------- | ----------------- |
| Stati Uniti (alternative)        | 2                 |
| Stati Uniti (rock & alternative) | 3                 |

### Classifiche di fine anno
| Classifica (2019)                | Posizione |
| -------------------------------- | --------- |
| Stati Uniti (rock & alternative) | 33        |